# Mohošova dolina
Mohošova dolina – dolina będąca orograficznie prawym odgałęzieniem Doliny Blatnickiej (Blatnická dolina) w Wielkiej Fatrze na Słowacji. Jej orograficznie lewe zbocza tworzy Mohošov grúň (1136 m), zbocza prawe bezimienny grzbiet oddzielający ją od doliny Horný Jasenok. Obydwie doliny mają wspólne ujście.
Mohošova dolina wyżłobiona jest w skałach wapiennych. Jest całkowicie porośnięta lasem. Jej dnem płynie jeden ze źródłowych cieków Blatnickiego potoku. Cała dolina znajduje się w obrębie Parku Narodowego Małej Fatry i rezerwatu przyrody Tlstá. Nie prowadzi nią żaden szlak turystyczny.